# Bartova srážka s autem
Bartova srážka s autem (v anglickém originále Bart Gets Hit by a Car) je 10. díl 2. řady (celkem 23.) amerického animovaného seriálu Simpsonovi. Scénář napsal John Swartzwelder a díl režíroval Mark Kirkland. V USA měl premiéru dne 10. ledna 1991 na stanici Fox Broadcasting Company a v Česku byl poprvé vysílán 11. června 1993 na stanici ČT1.

## Děj
Když Bart přejíždí silnici na skateboardu, srazí ho auto pana Burnse. Poté, co Bart prožije zážitek mimo své tělo, se probudí v nemocničním pokoji obklopen svou rodinou a právníkem Lionelem Hutzem, který navrhne, aby Simpsonovi Burnse zažalovali. Bartova zranění jsou lehká a Homer váhá, zda Burnse žalovat, ten mu však nabídne 100 dolarů, což odmítne. 
Homer navštíví Hutze, který mu slíbí polovinu peněžního vyrovnání ve výši 1 milionu dolarů, pokud Bart zalže o rozsahu svých zranění. Doktor Nick Riviera, šarlatánský lékař, tvrdí, že má rozsáhlá zranění, a zabalí ho do obvazů. Podezřívavá Marge připomene Homerovi, že podle prognózy doktora Dlahy, lékaře jejich rodiny, je Bart v pořádku. Na lavici obžalovaných Bart a Burns vyprávějí nehorázné verze nehody, aby zapůsobili na porotu, která je k Bartově verzi vstřícnější, ale Marge a Líza zuří, protože vědí, že jde o Hutzův pokus o získání jejich přízně. 
Naštvaný Burns nabídne Marge a Homerovi mimosoudní vyrovnání ve výši 500 000 dolarů. Marge prosí Homera, aby peníze přijal a žalobu stáhl. Homer odmítá, protože ví, že Burns prohraje a bude muset zaplatit celý milion dolarů. Rozzlobená Marge přiznává, že ji a Lízu znepokojuje jeho nedávné chování a pochybní právníci a falešní lékaři, které si najal. Špehují je a Burns svou nabídku stáhne. 
U soudu si Burnsův právník předvolá Marge a požaduje, aby soudu řekla svůj názor na doktora Nicka. Odsoudí ho jako šarlatána bez lékařské kvalifikace, kterého Hutz najal, aby zdiskreditoval doktora Dlahu. Když se Burnsův právník zeptá na rozsah Bartových zranění, nastíní Dlahovu původní prognózu, jak omezená jeho zranění ve skutečnosti jsou a jak ho Homer a Hutz přiměli ve své výpovědi lhát. Její svědectví zničí Hutzův případ a Simpsonovi nic nedostanou. 
Ten večer se Homer a Bart zlobí na Marge, že jim zničila případ, zatímco Líza je hrdá, že řekla pravdu. Homer odejde utopit svůj žal do Vočkovy hospody, kam za ním Marge přijde a požádá ho, aby jí odpustil, že vypovídala pravdivě. Homer přiznává, že si není jistý, jestli by ji dokázal dál milovat a odpouštět jí, ale po jejím povzbuzení se jí podívá do očí a uvědomí si, že ji miluje stejně jako dřív. 

## Produkce
Zápletka epizody vycházela z filmu Billyho Wildera Štístko z roku 1966, v němž Walter Matthau hraje nepoctivého právníka, který přesvědčí postavu Jacka Lemmona, aby předstírala zranění kvůli vysokému finančnímu vyrovnání. Při práci na scénách v soudní síni sledoval režisér Mark Kirkland filmy Jako zabít ptáčka a Rozsudek, aby získal nápady na různé úhly pohledu, které by mohl použít. Přestože scénář epizody napsal John Swartzwelder, velkou část závěru navrhl výkonný producent James L. Brooks. Brooks měl pocit, že epizoda potřebuje emotivnější závěr, a tak byly některé záběry přepracovány, aby mohly být přidány voiceovery.
V epizodě debutují tři opakující se postavy: Lionel Hutz, doktor Nick Riviera a modrovlasý právník. Lionel Hutz byl navržen Markem Kirklandem, který mu dal ďábelský design, ale byl požádán, aby vypadal „nevýrazněji“. Dal mu také pudrově modrý oblek. V seriálu poprvé hostuje také Phil Hartman, jenž namluvil hlas Lutze, později se stal jednou z nejčastěji se objevujících hostujících hvězd, přičemž Hutz a Troy McClure (který se představil později ve 2. řadě) jsou jeho nejznámější postavy.
Doktora Nicka Rivieru namluvil Hank Azaria, který použil „špatnou imitaci Rickyho Ricarda“. Animátoři vytvořili model doktora Nicka podle tehdejšího režiséra Gábora Csupó, protože se mylně domnívali, že Azaria ho napodobuje. Modrovlasý právník, jenž nemá vlastní jméno, byl založen na Royi Cohnovi, který se proslavil jako právník senátora Josepha McCarthyho. Jeho hlas, který mu propůjčil Dan Castellaneta, byl také napodobením Cohna. Poprvé se také objevuje ďábel, jehož design navrhl Mark Kirkland, který se mu původně snažil dát strašidelný design, ale scenáristé ho požádali, aby použil komediálnější vzhled.
Poprvé se v seriálu objevuje také tehdejší vedoucí scénáře Doris Grauová. Byla použita kvůli svému jedinečnému hlasu a v této epizodě se objevuje jako vedlejší postava, ale později se proslavila jako hlas kuchařky Doris.

## Kulturní odkazy
Ďábel říká: „Prosím, dovolte mi, abych se představil.“, což je odkaz na píseň skupiny The Rolling Stones „Sympathy for the Devil“. Když se navíc Bart probudí ze zážitku mimo své tělo, říká: „Já jsem odešel, mami! Byl jsem míle, míle a míle daleko, svíjel jsem se v agónii v pekelných jámách! A ty jsi tam byla! A ty a ty a ty.“, což je odkaz na filmovou adaptaci Čaroděje ze země Oz z roku 1939, kdy se Dorotka probouzí ze spánku. Design pekla v epizodě odkazuje na triptych Hieronyma Bosche Zahrada pozemských rozkoší, zejména na peklo.

## Přijetí
V původním vysílání se díl umístil na 32. místě ve sledovanosti v týdnu od 7. do 13. ledna 1991 s ratingem 14,5 podle Nielsenu a byl sledován v přibližně 13,5 milionech domácností, což znamenalo pokles oproti průměrnému 28. místu v řadě. Ten týden to byl nejsledovanější pořad na stanici Fox. Epizoda skončila ve svém vysílacím čase na druhém místě za The Cosby Show, která se vysílala ve stejnou dobu na NBC a měla dle Nielsenu rating 17,8.
Odkaz epizody na Čaroděje ze země Oz označil Nathan Ditum z Total Filmu za čtvrtý největší filmový odkaz v historii seriálu. Autoři knihy I Can't Believe It's a Bigger and Better Updated Unofficial Simpsons Guide, Warren Martyn a Adrian Wood, ocenili díl jako „zajímavou epizodu v tom, že začínáme vidět velmi temnou stránku Burnse, která se vyvine později, ačkoli Smithers je stále jen rošťák. Dobrý úvod pro Lionela Hutze a pěkný pohled na peklo, nebe a původní Sněhulku.“
Doug Pratt, recenzent DVD a přispěvatel časopisu Rolling Stone, souhlasil a uvedl, že epizoda vedla k „inspirativnímu pohledu na nebe, peklo a právníky honící se za sanitkou“. Colin Jacobson z DVD Movie Guide díl pochválil za to, že „poskytl spoustu skvělých momentů, zejména u soudu, kdy jsme slyšeli rozdílné pohledy na nehodu, které nabídli Bart a pan Burns. Auto fungovalo dobře a bylo neustále zábavné a živé.“ Dawn Taylorová z The DVD Journal považuje za nejlepší hlášku Bartovu výpověď: „Bylo krásné nedělní odpoledne. Hrál jsem si svým zdravým dětským způsobem, aniž bych si uvědomoval, že mě za chvíli srazí luxusní auto smrti.“.